# Culex farakoensis
Culex farakoensis är en tvåvingeart som beskrevs av Hamon 1954. Culex farakoensis ingår i släktet Culex och familjen stickmyggor. Inga underarter finns listade i Catalogue of Life.